# A Woman's Awakening
A Woman's Awakening er en amerikansk stumfilm fra 1917 af Chester Withey.

## Medvirkende
- Seena Owen som Paula Letchworth
- Kate Bruce som Mrs. Letchworth
- Allan Sears som Allen Cotter
- Spottiswoode Aitken som Cotter
- Charles K. Gerrard som Lawrence Topham